# 12153 Conon
12153 Conon este o planetă minoră (asteroid) din centura de asteroizi. A fost descoperită pe 26 martie 1971 la Observatorul Palomar de Cornelis Johannes van Houten și a fost numită după Conon din Samos. 
Obiectul prezintă o orbită caracterizată de o semiaxă mare de 2,2612066 UAi, o excentricitate de 0,13, o înclinație de 3,6343 ° în raport cu ecliptica.